# Manjša renesančna gibanja
Renesansa je kulturni preporod, ki se navadno postavlja kot mejnik med srednjim in novim vekom, saj se je takrat pojavil v Italiji in se nato razširil po Evropi.
Poleg tega vsesplošnega evropskega gibanja označuje beseda renesansa tudi nekatere manjše pojave kulturne rasti, ki niso povezani z italijanskim dogajanjem, pač pa so se razvili samostojno kakor nekakšen poskus izhoda iz srednjeveške otopelosti. Pravzaprav je v zgodovini vsakega naroda neko obdobje, ko se umetnost najbolj razvije, in za vsakega bi lahko uporabljali izraz renesansa ali prerojenje. Udomačil se je pa samo v nekaterih slučajih. Ti pojavi so časovno pred splošno evropsko renesanso in so omejeni glede na dobo trajanja in predvsem glede na ozemlje, kjer so se razvili. Poleg tega se vsa ta gibanja več ali manj omejujejo samo na umetnost in ne slonijo na humanističnih osnovah. Zato ni ustreznega razvoja književnosti ali tehnologije, ki je bil pozneje tako značilen za pravo renesanso.
Gre v glavnem za zgodovinske momente, ki so si med seboj zelo podobni, ki se pa niso mogli široko razviti kot v Italiji, včasih zaradi nezrelosti prebivalstva, a največkrat zaradi zemljepisne osamelosti področja. Nekateri zgodovinarji trdijo celo, da se je renesansa razvila predvsem v Italiji samo zato, ker je bilo to področje še iz časov starih Rimljanov prepredeno z dobrim cestnim omrežjem, kar je pospešilo naglo posredovanje novih idej. Te prednosti na primer Makedonija ni imela, zato je njena renesansa le malo presegla naravne meje dežele. 
Taka in podobna mnenja vsekakor ne zmanjšujejo važnosti manjših renesančnih pojavov.

## Karolinška renesansa
To obdobje se navadno omejuje z vladanjem Karla Velikega, a se praviloma začenja že pod Pipinom Malim, pod čigar okriljem je poučeval Alkuin, in sega potem še v pozno deveto stoletje. Umetnost tega obdobja je navadno v popolnem nasprotju s preteklimi dobami, kar se odraža ne samo v arhitekturi in slikarstvu, ampak tudi v vseh manjših vrstah umetnosti. Značilno za to dobo je sklicevanje na starejše kulture, predvsem italijansko in bizantinsko. Novi način upodabljanja je najbolj razviden v miniaturah na rokopisih, kjer renesančno mišljenje izstopa tudi v literarnem in liturgičnem pomenu.

## Otonska renesansa
Obdobje umetnosti med karolinško renesanso in začetkom romanike (deseto in enajsto stoletje) se po navadi imenuje otonska renesansa, in sicer otonska po raznih Otonih, ki so tedaj vladali v Nemčiji, in renesansa po imenu prejšnje dobe. Po pravici se to obdobje ne bi smelo imenovati renesansa, ker pač ne gre za nikakršen preporod, saj je samo ponavljanje in obdelovanje tem preteklih desetletij, brez nikakršnega zanimanja za klasiko in brez humanističnih potez karolinške renesanse. Je samo postopni prehod v romaniko. V stavbarstvu prevladujejo monumentalne zgradbe, ki že napovedujejo nov slog. Zanimive so rokopisne miniature tega obdobja, ki na različne načine pričajo o reformah meništva, ki so razburjale tista leta.  

## Makedonska renesansa
Časovno se makedonska renesansa postavlja takoj za karolinško, to je približno v začetek devetega stoletja. Tudi ta renesansa se sklicuje na stare kulture in obnavlja spoštovanje do človeka in do narave, predvsem z realistično predstavo oblik. Makedonski umetniki so v tem času združili bizantinsko tradicijo z novimi idejami, ki so zahtevale predvsem upoštevanje sorazmernosti pri upodabljanju in skladnost med raznimi deli podobe. Sožitje dveh tako različnih vrst umetnosti, bizantinske in klasične, je v času makedonske renesanse ustvarilo, predvsem v slikarstvu, samostojno šolo visoke kvalitete, ki je vplivala tudi na samo italijansko renesanso.

## Vzhodna renesansa
Včasih se omenja indijska renesansa, s čimer se označuje kulturni razcvet pod kraljem Ašoka. Tako se izraz renesansa včasih uporablja tudi za razvojne momente drugih orientalskih kultur, predvsem japonske (Edo). Vendar gre v teh primerih le za oznako posebno ugodnih obdobij določenih vrst umetnosti, ki z evropsko renesanso nimajo nič skupnega.